# 麥高芬
麥高芬（英語：MacGuffin）是一個電影用語，指在電影中可以推展劇情的物件、人物、或目標，例如一個眾角色爭奪的東西，而關於這個物件、人物、或目標的詳細說明不一定重要，有些作品會有交代，有些作品則不會，只要是對電影中眾角色很重要，可以讓劇情發展即可算是麥高芬。
麥高芬最常用於驚悚片，通常是影片第一幕中的焦點，此後重要性漸漸降低。在故事的高潮部分可能會重現，但有時候直到片尾也不會再次現身。

## 希治閣電影中的麥高芬

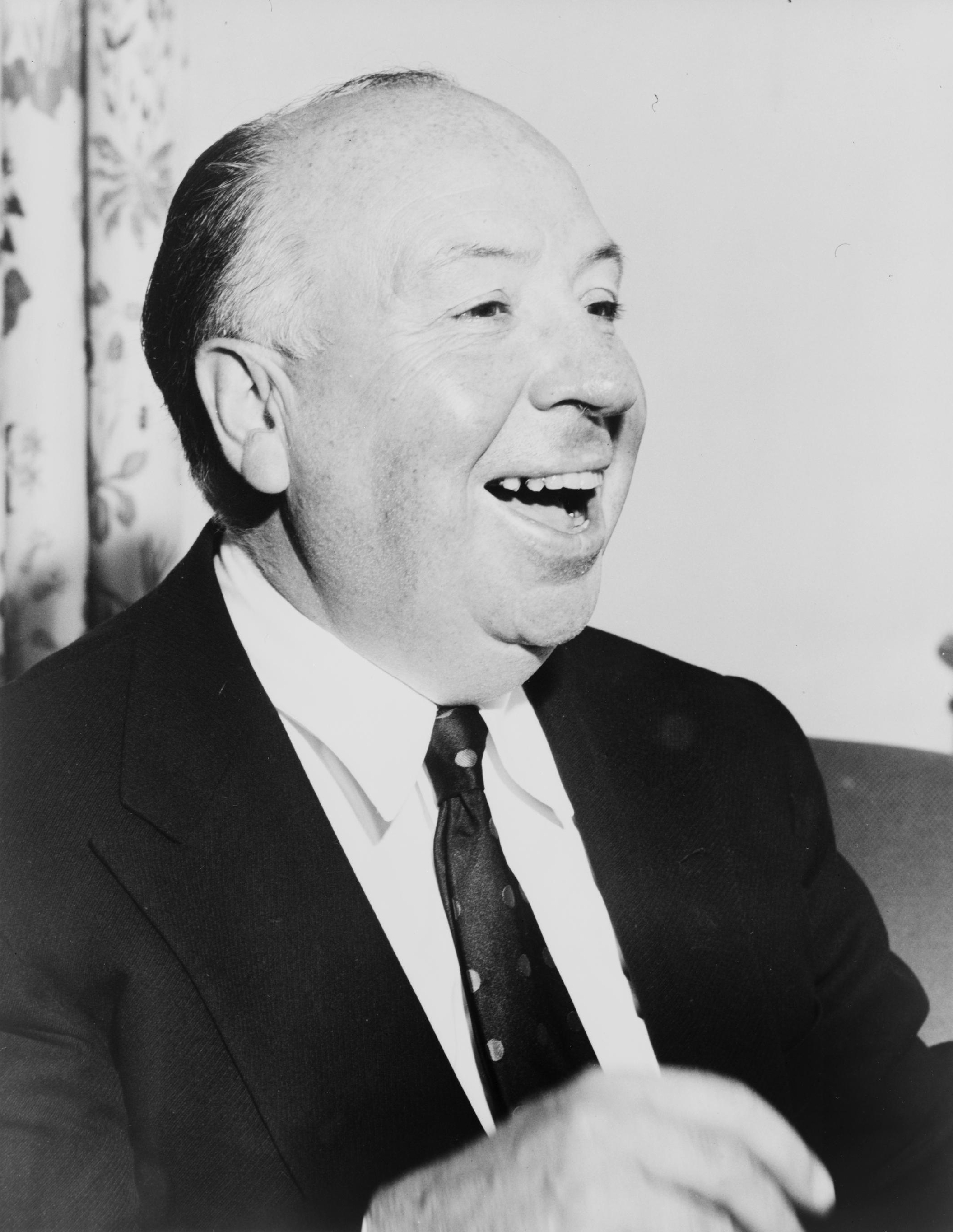
亞弗列·希治閣

在亞弗列·希治閣的電影中，麥高芬特別指一些劇情中一開始似乎十分重要，是劇中角色的焦點，當故事的情節發展以後，漸漸的角色們本身的忠奸或愛恨情仇成為觀眾的焦點，麥高芬漸漸不是那麼重要了，有時甚至完全不重要了。亞弗列·希治閣說：「在驚悚片中麥高芬通常是項鍊；在間諜片中麥高芬通常是文件。」

### 蘇格蘭高地的獅子
麥高芬一詞可能源自一個蘇格蘭的小故事，後來常與希治閣合作的英國編劇Angus MacPhail借用該詞表述這種編劇技巧（但此技巧早在古代的傳說或史詩故事中就出現過）。根據1966年出版的弗朗索瓦·特吕弗（François Truffaut）對亞弗列·希治閣的經典訪談錄，亞弗列·希治閣親自說了這個小故事：「在英國的一列火車上面，兩位旅客互相交談。

其中一位問：『對不起，先生，請問在您頭上的奇怪包包是什麼東西？』

『喔，那個呀，那是一個麥高芬。』

『有甚麼作用的呢？』

『是用作設陷阱捕抓一些蘇格蘭高地的獅子。』

『啊？？但是蘇格蘭高地沒有獅子呀！』

『喔，那它就不是麥高芬了。』

所以你看，一個麥高芬即什麼都不是。」
亞弗列·希治閣指出這是第二位旅客想出婉轉（繞圈子）地請第一位旅客不要管閒事的說法。

## 其他電影中的麥高芬
雖然亞弗列·希治閣認為觀眾並不真正在乎麥高芬到底是什麼，可是喬治·盧卡斯認為麥高芬本身應該很有力，應該像主角们一樣對觀眾有很強烈的吸引力。喬治·盧卡斯要求在其最著名的史詩式作品《星際大戰》和《印第安那·瓊斯》系列電影中的麥高芬一定要很炫。

哈里遜·福特在接受大衛·萊特曼在大卫深夜秀的訪問時稱《印第安那·瓊斯》系列電影中的聖杯為麥高芬。 

## 知名影視作品中的例子
- 《驚魂記》中殺人的老婦人。
- 《蝴蝶夢》中高貴的前夫人。
- 《北非諜影》中的通行證。[5]
- 《法櫃奇兵》中的法櫃。
- 《聖戰奇兵》中的聖杯。
- 《星際大戰四部曲：曙光乍現》中的機器人-R2D2。[6]
- 《黑色追緝令》中老大的手提箱中的東西，電影中並未明說是什麼。[7][8]
- 《臥虎藏龍》中的青冥劍。[9]
- 《不可能的任務3》中的兔子腳。[10]
- 《人類之子》中的生育能力。
- 《變形金剛》系列中的母體。
- 《冷血悍將》中的金屬製公事箱。[11]
- 《雨果的冒險》中的機器人。
- 《復仇者聯盟》中的無限寶石。
- 《天能》中的演算機。
- 《假面騎士聖刃》中的一本全知全能之書。
- 《急急復雞雞》中莫名飛走的雞雞。
- 《正義聯盟》中的母盒。
- 《星塵傳奇》中流星化身的女子伊薇（Yvaine）和使其墜落的紅寶石。